# 제임스 시킹
제임스 B. 시킹(James B. Sikking, 1934년 3월 5일~2024년 7월 13일)은 미국의 배우, 성우이다.

## 출연 작품
- 와일드 어바웃 해리(2009년)
- 남주기 아까운 그녀(2008년)
- 날 미치게 하는 남자(2005년) - 더그 믹스 역
- 터뷸런스 4(2000년)
- 다니엘 스틸 - 연인의 반지(1996, The Ring)
- 핵주먹 타이슨(1995년)
- 볼티모어의 연인(1995년)
- 기병대의 비밀(1995년)
- 사탄의 유혹(1994년)
- 펠리칸 브리프(1993년)
- 메이플가의 시련(1992, Doing Time on Maple Drive)
- 익스프레스(1990년)
- 장미의 형제(1989년)
- 80일간의 세계 일주(1989년)
- 베이 코번(1987년)
- 스타 트랙 3 - 스포크를 찾아서(1984년)
- 이중 함정(1983년)
- 아웃랜드(1981년)
- 보통 사람들(1980년)
- 사랑은 선율을 타고(1980년)
- 일렉트릭 호스맨(1979년)
- 카프리콘 프로젝트(1978년)
- 실험 인간(1974년)
- 경찰 초년병(1972년)
- 센츄리안(1972년)
- 황야의 7인 3(1972년)
- 혹성 탈출 3 - 제3의 인류(1971년)
- 위험한 연인(1969년)
- 포인트 블랭크(1967년) - 살인청부업자 역
- 전투(1962년)

### 텔레비전
- 제3의 눈(1963~64)
- 도망자(1964~66)
- FBI(1965~74)
- 보난자(1967~68)
- 호간의 영웅들(1968~70)
- 제6지대(1970~71)
- 제5전선(1970~72)
- 미녀 삼총사(1977~79)
- 하와이 파이브-O(1978)
- 천재소년 두기(1989~93) - 두기 아버지/닥터, 데이빗 하우저 역
- Brooklyn South (1997~98)
- 배트맨 비욘드(1999~2000) - 목소리